# Michel Décaudin
Michel Décaudin   (* 22. April 1919 in Roubaix; † 4. März 2004 in Paris) war ein französischer Romanist und Literaturwissenschaftler.

## Leben und Werk
Décaudin studierte kriegshalber in Toulouse und wurde ab 1945 Gymnasiallehrer in Armentières, dann ab 1947 als Agrégé in Valenciennes und Lille (Lycée Faidherbe). Von 1951 bis 1957 war er Assistent an der Universität Lille sowie Lektor an der Universität Gent. Er habilitierte sich 1958 bei Pierre Moreau mit den beiden Dissertationen La Crise des valeurs symbolistes. Vingt ans de poésie française 1895-1914 (Toulouse 1960, Genf/Paris 1981), sowie Dossier d’« Alcools » (Genf/Paris 1960, 3. Aufl. 1996) und lehrte als Professor an der Universität Toulouse (1957–1969), an der Universität Paris X (1969–1972) und an der Universität Paris III (1972–1984). Décaudin gehörte dem Collège de ’Pataphysique an.
Décaudin war Ehrendoktor der Universitäten Gent und Münster. 2003 erhielt er den vom französischen P.E.N. vergebenen Grand Prix de la Critique littéraire.

## Weitere Werke (Auswahl)
- (Hrsg.) Apollinaire, Calligrammes. Poèmes de la paix et de la guerre 1913-1916, Paris 1955
- (Hrsg.) Maurice Maeterlinck, Pages choisies, Paris 1955
- (Hrsg. mit Marcel Adéma) Apollinaire, Oeuvres poétiques, Paris 1956 (Bibliothèque de la Pléiade)
- (Hrsg.) Guillaume Apollinaire, Le Poète assassiné, Paris 1959
- (Hrsg.) Guillaume Apollinaire, in: La Revue des lettres modernes 4-20, 1962-2000
- (Hrsg.) Guillaume Apollinaire,  Les diables amoureux, Paris 1964
- XXe siècle français. Les temps modernes, Paris 1964
- (Hrsg.) Oeuvres complètes de Guillaume Apollinaire, 4 Bde., Paris 1965-1966
- (Hrsg.) Journées Apollinaire, Colloque de Stavelot, 1965-1993, Stavelot/Paris 1967-1995
- (Hrsg.) Les Folles années d'avant-guerre. 1936, Paris 1967
- (Hrsg.) Apollinaire, Lettres à Lou, Paris 1969
- (Hrsg. mit Marcel Adéma) Album Apollinaire, Paris 1971 (Bibliothèque de la Pléiade)
- (Hrsg. mit Jean-Jacques Kihm) Cocteau et les mythes, in: La Revue des lettres modernes 1972
- Pierre Loubière, Rodez 1976
- (Hrsg.) Apollinaire, Œuvres en prose complètes, Paris 1977 (Bibliothèque de la Pléiade)
- (Hrsg.) Paul-Jean Toulet, Les contrerimes, Paris 1979
- (Hrsg.) Verlaine, Poésies 1866-1880, Paris 1980
- (Hrsg.) Les Poètes fantaisistes: Paul-Jean Toulet, Claudien, Jean-Marc Bernard, Jean Pellerin, Louis Vérane, Francis Carco, Tristan Derème, Philippe Chabaneix. Anthologie, Paris 1982
- (Hrsg.) Verlaine, Les poètes maudits [Corbière, Rimbaud, Mallarmé], Paris 1982
- (Hrsg.) Jules Romains, La Vie unanime. Poème, 1904-1907, Paris 1983
- (Hrsg.) Anthologie de la poésie française du XXe siècle, Paris 1983
- Guillaume Apollinaire, Paris 1986
- (Hrsg. mit Gilbert Boudar)  Apollinaire, Correspondance avec son frère et sa mère, Paris 1987
- (Hrsg.) Apollinaire, Journal intime: 1898-1918, Paris 1991
- (Hrsg. mit Pierre Caizergues) Apollinaire, Oeuvres en prose complètes, 3 Bde., Paris 1991-1993 (Bibliothèque de la Pléiade)
- (Hrsg.) Anthologie de la poésie française du XIXe siècle, 2 Bde., Paris 1992
- (Hrsg. mit Pierre Caizergues) Apollinaire, L'arbre à soie et autres échos du "Mercure de France", Paris 1996
- (mit Jean Burgos und Claude Debon) Apollinaire en somme, Paris 1998
- (Hrsg.) Jean Cocteau, Oeuvres poétiques complètes, Paris 1999 (Bibliothèque de la Pléiade)
- Apollinaire, Paris 2002 (Références, Livre de poche)
- (Hrsg.) Jean Cocteau, Théâtre complet, Paris 2003 (Bibliothèque de la Pléiade)
- (Hrsg.) Alfred Jarry, Œuvres, Paris 2004 (Bouquins)
- Von Michel Décaudin stammt das Geleitwort zur Neuauflage der Dissertation des Apollinaire-Forschers Ernst Wolf: Guillaume Apollinaire und das Rheinland, mit einem Geleitwort von Michel Décaudin herausgegeben von Eberhard Leube, Lang, Frankfurt am Main/Bern/New York/Paris, 1988, ISBN 978-3-8204-1408-0.